# Cociuba Mare
Cociuba Mare je rumunská obec v župě Bihor. V roce 2011 zde žilo 2 798 obyvatel.
Kromě Cociuby Mare k obci administrativně náleží další tři okolní vesnice.

## Části obce
- Cărăsău
- Cociuba Mare
- Cheșa
- Petid